# Strage di via Caravaggio
La strage di via Caravaggio è stato un triplice omicidio avvenuto a Napoli nel 1975 e rimasto irrisolto.

## Storia
Secondo la ricostruzione, la strage avvenne nella notte tra giovedì 30 e venerdì 31 ottobre 1975 (ma il fatto venne scoperto solo il successivo 8 novembre), all'incirca tra le ore 23:00-23:30 e le 5 del mattino, al quarto piano del n. 78 di via Michelangelo da Caravaggio, nella parte alta del quartiere Fuorigrotta nell'abitazione delle vittime. Furono uccisi, prima colpiti alla testa con un oggetto contundente mai identificato e, successivamente, feriti alla gola con un coltello da cucina, Domenico Santangelo, 54 anni, rappresentante di commercio, ex capitano di lungo corso ed ex amministratore condominiale, la sua seconda moglie Gemma Cenname, 50 anni, ostetrica ed ex insegnante, e la figlia di lui, Angela Santangelo, 19 anni, impiegata dell'INAM, nonché il loro cane Yorkshire terrier, di nome Dick, soffocato con una coperta.
I corpi di Domenico Santangelo e di Gemma Cenname furono depositati, assieme al cagnolino Dick, nella vasca del bagno padronale; il corpo di Angela fu avvolto in un lenzuolo e adagiato sul letto matrimoniale.
L'assassino rubò denaro dalla borsetta della Cenname e portò via anche la pistola di Santangelo, mai ritrovata.

## Le indagini e il processo
Nell'appartamento, oltre a impronte di scarpa (numero 41-42) impresse nel sangue sui pavimenti di alcune stanze e del corridoio, furono rinvenute impronte digitali su una bottiglia di whisky e una di brandy poggiate su un mobile-radio dello studio di Domenico Santangelo. Era impossibile per la polizia scientifica dell'epoca rilevare, ricostruire e identificare tracce biologiche lasciate dall'assassino sui reperti della scena del delitto.
Le impronte di scarpa e le impronte digitali risultarono incompatibili con quelle del principale indiziato, Domenico Zarrelli (Napoli, 16 luglio 1942), figlio di un giudice presidente di corte d'appello, deceduto, e fratello dell'avvocato Mario Zarrelli che denunciò alla Polizia l'irreperibilità della famiglia; nonché nipote di Gemma Cenname; egli venne, però, poi imputato sulla base delle dichiarazioni rilasciate da un testimone, un sarto che abitava in via Caravaggio, tale Laudicino, e di altri elementi indiziari (tra cui tracce di ferite nella mano destra compatibili con i morsi di un cagnolino o con l'uso violento di un oggetto contundente); venne arrestato il 25 marzo 1976 e poi condannato all'ergastolo in primo grado il 9 maggio 1978 per aver compiuto la strage in preda a un raptus, causato dal rifiuto della zia Gemma di prestargli del denaro. In carcere studiò giurisprudenza e divenne egli stesso avvocato penalista.

Domenico Zarrelli durante il primo processo

Zarrelli, che aveva dichiarato di non essere mai stato quel giorno a casa della zia, venne successivamente assolto in appello, nel 1981, per insufficienza di prove, dopo aver passato cinque anni in carcere. Dopo l'annullamento della sentenza da parte della corte di cassazione, fu nuovamente assolto, con formula piena, dalla Corte di Assise di Appello, sentenza confermata dalla Cassazione il 18 marzo 1985. Nel 2006 venne risarcito dallo Stato per danni morali e materiali con un milione e quattrocentomila euro. Secondo la difesa (Alfredo de Marsico, Andrea Della Pietra, Ivan Montone e Mario Zarrelli), la cui tesi fu poi accolta dalle sentenze e diffusa dallo scrittore Carlo Bernari, la strage fu opera di killer professionisti.
Sia il corpo contundente (probabilmente una pesante statuetta con basamento) usato per ferire alla testa le vittime, sia il coltello usato per finirle, non sono mai stati trovati. Alcuni reperti della scena del crimine, tra cui la coperta utilizzata per soffocare il cane della famiglia sono stati custoditi nell'Ufficio Reperti del Tribunale di Napoli e nel 2013  esposti per la prima volta al pubblico nella mostra temporanea, allestita all'interno del Tribunale, Corpi di reato, divenendo così inutilizzabili per successive indagini scientifiche.

### Nuove indagini
Nell'ottobre 2011 il procuratore aggiunto presso la procura della Repubblica di Napoli Giovanni Melillo, in seguito a un esposto in cui venivano fornite informazioni utili al rinvenimento di alcuni reperti presso gli archivi del tribunale, ha disposto nuove analisi scientifiche tra cui quella dell'impronta genetica.
Tra i reperti ritrovati negli archivi ci sono un bicchiere usato, alcuni mozziconi di sigaretta, e un asciugamano macchiato di sangue che, a seguito delle analisi effettuate dalla Polizia Scientifica, risultano presentare tracce di origine biologica (almeno tre DNA estranei) incompatibili con i profili delle vittime. Nel 2014 le analisi scientifiche effettuate sui reperti trovarono tracce della presenza del profilo genetico di Zarrelli sui mozziconi di sigaretta e su un pezzo di un tessuto di uno strofinaccio. Nonostante la conferma dell'identificazione, che indicherebbe perlomeno la presenza di Zarrelli nella casa che comunque egli frequentava, in base al principio "ne bis in idem", l'uomo non potrà più venire processato.
Mario Zarrelli è intervenuto pubblicamente per ribadire l'innocenza del fratello. Lo stesso Domenico Zarrelli, che vive in sedia a rotelle dagli anni 2000 e non esercita più la professione legale, ha dichiarato che si tratterebbe di una vendetta delle procure: «Io non so nulla per il semplice fatto che nessuno ci ha informato di nulla. E, peraltro, né a me né ai miei parenti hanno prelevato del DNA. Sono proprio curioso di sapere dove e come l’hanno preso questo DNA. Tra l'altro quei reperti sono stati messi via quasi quaranta anni fa, quando nessuno poteva immaginare un successivo uso per analisi scientifiche, dunque archiviati senza i protocolli previsti oggi per i campioni». 
I fratelli Zarrelli, rappresentati anche dalla figlia di Mario, Ilaria Zarrelli, hanno denunciato alcuni giornalisti e organi di stampa per diffamazione e violazione del segreto istruttorio.
Nel 2015 la procura di Napoli ha chiesto l'archiviazione delle nuove indagini; per il sostituto procuratore Luigi Santulli "in definitiva, neanche dalle moderne tecniche investigative, del tutto ignote all'epoca sono emersi elementi idonei ad attribuire l'efferato delitto in esame a soggetto noto".
A distanza di anni questo triplice omicidio rimane ancora irrisolto, così come altri casi di omicidio tra cui quelli di Salvatore Dongu, Serena Mollicone, Elvira Orlandini e molti altri.

## Influenza culturale
- Il ventre di Napoli, 30 giugno 1977.
- Il giorno degli assassinii, Carlo Bernari, 1980
- Telefono giallo, Corrado Augias, 23 dicembre 1988, Raitre.
- Blu notte, Carlo Lucarelli, 23 giugno 1999, Raitre.
- Chi l'ha visto?, Federica Sciarelli, 2 maggio 2012, Raitre.
- Unomattina (rubrica Storie vere), Georgia Luzi - Savino Zaba, 31 maggio 2012, Raiuno.
- Notte criminale, Mariarosaria Alfieri - Antonella Esposito, 2 novembre 2012, Metropolis TV.
- Il giallo e il nero, conduzione Cesare Bocci, 23 marzo 2013, Raitre.
- Indagini - Napoli, 30 ottobre 1975, podcast in due puntate a cura di Stefano Nazzi. Podcast prodotto dalla testata giornalistica “Il Post”